# Randello Invest
Randello Invest är ett partiägt kapitalförvaltningsbolag som ägs av Centerpartiet.
Företaget har (2021) tillgångar på 1,8 miljarder kronor.
2020 tog Centerpartiet ut 82,5 miljoner kronor i vinst till partiet.
2024 rapporterades det att Randello bestod "under 2023 till 52 procent av aktiefonder, 39 procent av räntebaserade investeringar och resten i kassan, alternativa investeringar samt en fastighetsfond." och var "1,6 miljoner kronor", och att "Centerpartiet tog ut 72,8 miljoner kronor i vinstutdelning" . Det berodde på att "2005 sålde Centerpartiet sin tidningskoncern för 1,8 miljarder kronor" och att "Hittills har partiet plockat ut minst 1,5 miljarder kronor" (syftande på 2022). 